# Opatija
Opatija (în italiană Abbazia) este un oraș în cantonul Primorje-Gorski kotar, Croația, având o populație de 11.659 de locuitori (2011).

## Demografie
Componența etnică a orașului Opatija
     Croați (88,04%)
     Sârbi (2,68%)
     Italieni (1,45%)
     Sloveni (1,3%)
     Necunoscut (1,35%)
     Neclasificat (2,97%)
Componența confesională a orașului Opatija
     Catolici (77,41%)
     Fără religie și atei (9,84%)
     Ortodocși (2,8%)
     Agnostici și sceptici (2,25%)
     Musulmani (1,32%)
     Necunoscută (5,43%)
     Alte religii (0,94%)
Conform recensământului din 2011, orașul Opatija avea 11.659 de locuitori. Din punct de vedere etnic, majoritatea locuitorilor (88,04%) erau croați, existând și minorități de sârbi (2,68%), italieni (1,45%) și sloveni (1,3%). Apartenența etnică nu este cunoscută în cazul a 1,35% din locuitori. Din punct de vedere confesional, majoritatea locuitorilor (77,41%) erau catolici, existând și minorități de persoane fără religie și atei (9,84%), ortodocși (2,8%), agnostici și sceptici (2,25%) și musulmani (1,32%). Pentru 5,43% din locuitori nu este cunoscută apartenența confesională.